# Adrien Guebhard
Adrien Guebhard, né le 6 janvier 1849 à Avignon, et mort le 28 mai 1924 à Pierrefonds, est un médecin, professeur de physique, géologue et préhistorien suisse.

## Famille
Adrien Guebhard (de son prénom complet Paul Émile Adrien Guebhard) est le fils de Paul Louis Guebhard et de Louise Adrienne Bovet (1827-1893). Il a deux frères : René Félix Emmanuel (1850- ? ) et Alexandre Henri Raoul (1851-1851). Par sa mère, il est le descendant d'une importante famille neuchâteloise : les Bovet. Ainsi, il est le petit-fils de Jean-Jacques Bovet (1728-1793)[pas clair], directeur de la Fabrique-Neuve de Cortaillod, entreprise active dans le commerce des indiennes. Son ascendance est reconnue en 1870 par les autorités de la commune de Neuchâtel.
À la faveur de l'institution de la loi autorisant le divorce en France, Adrien Guebhard épouse à Paris le 2 décembre 1885, la journaliste et féministe Caroline Rémy (alias Séverine),, jusqu'alors mariée à Antoine-Henri Montrobert. Ensemble, Adrien et Séverine ont un fils, Roland Guebhard. C'est grâce à la fortune familiale d'Adrien Guebhard que Séverine relance puis, au décès de Jules Vallès, dirige le Cri du peuple. En 1924, après la mort de son époux, Séverine constitue un album de photographies à partir des photographies de famille de son mari et de la sienne, scellant ainsi leur relation atypique. Les époux sont aujourd'hui enterrés ensemble au cimetière du village de Pierrefonds.

## Formation
Dès le lycée, Adrien Guebhard brille par ses résultats scolaires. Il est successivement reçu bachelier ès lettres et ès sciences de l'Académie de Paris. En 1878, il devient docteur en médecine grâce à une thèse intitulée : Les Effets de la pression extérieure sur l'organisme.

## Carrière académique
Nommé professeur agrégé de physique de la Faculté de médecine de Paris, Adrien Guebhard est également très actif dans les domaines de la géologie et de la préhistoire.
En parallèle de ses activités en physique et en géologie, Adrien Guebhard s'intéresse également aux expérimentations occultistes de son époque, notamment au "radiographe portatif" mis au point par Louis Darget et Hippolyte Baraduc et censé permettre d'imprimer une pensée sur une plaque photographique apposée sur le front de l'expérimentateur. Adrien Guébhard critique ces affirmations en avançant qu'il s'agit simplement d'hallucinations visuelles, de mauvaises manipulations du bain révélateur ou d'erreurs d'interprétation. Pour démontrer le caractère frauduleux de l'entreprise, Guébhard réalise des expériences en utilisant la même méthodologie. En utilisant un doigt artificiel, constitué d'une poche de caoutchouc remplie d'eau chaude, Guébhard prouve ainsi qu'il était très facile de produire des clichés de "fluide vital", soulignant alors l'origine physico-chimique de ce type de phénomènes dû notamment à une réaction thermique de l'émulsion employée par l'opérateur. Dans son "Petit manuel de photographie spirite sans fluide" paru à la fin du XIXe siècle, il décrit en détail les différents procédés permettant de fixer aisément sur une plaque sensible l'image de prétendus fantômes.

## Organismes et associations
Adrien Guebhard est membre de nombreuses sociétés savantes. Il est ainsi membre fondateur, président puis président d’honneur de la Société préhistorique française. Il est également membre de la Société d'études scientifiques et archéologiques de Draguignan et du Var, de la Société neuchâteloise des sciences naturelles ainsi que de la Société française de photographie.

## Hommages
La faculté des Sciences de l’université de Neuchâtel décerne chaque année le prix Adrien Guebhard-Séverine, récompensant un travail de doctorat traitant de géothermie ou d’hydrogéologie.

## Publications (sélection)
Adrien Guebhard est l'auteur de nombreux articles scientifiques, dont par exemple :
- Adrien Guebhard, « Encore un objet énigmatique », Bulletin de la Société préhistorique française, t. 8, no 10, 1911, p. 636-638.
- Adrien Guebhard, « Notes préhistoriques sur le N.-E. du Var et confins des Basses-Alpes », Bulletin de la Société préhistorique française, t. 12 et 13, 1915-1916.
- Adrien Guebhard, « Notes brèves pour la Commission d'Études des Enceintes préhistoriques et Fortifications anhistoriques », Bulletin de la Société préhistorique française, t.14, no 8, 1917, p. 428-431.
- Adrien Guebhard, « Notes de géophysique... », Comptes rendus de l'Académie des sciences, t. 166, 1918.
- Adrien Guebhard, « Carte structurale des environs de Castellane (Basses-Alpes) », Bulletin de la Société géologique de France, t. 14, 1914.

Une bibliographie plus complète a été établie par la Bibliothèque nationale de France.